# Crocidurinae
Le Crocidurinae  (Crocidurinae Milne-Edwards, 1872) sono una sottofamiglia di mammiferi eulipotifli della famiglia Soricidae.

## Descrizione

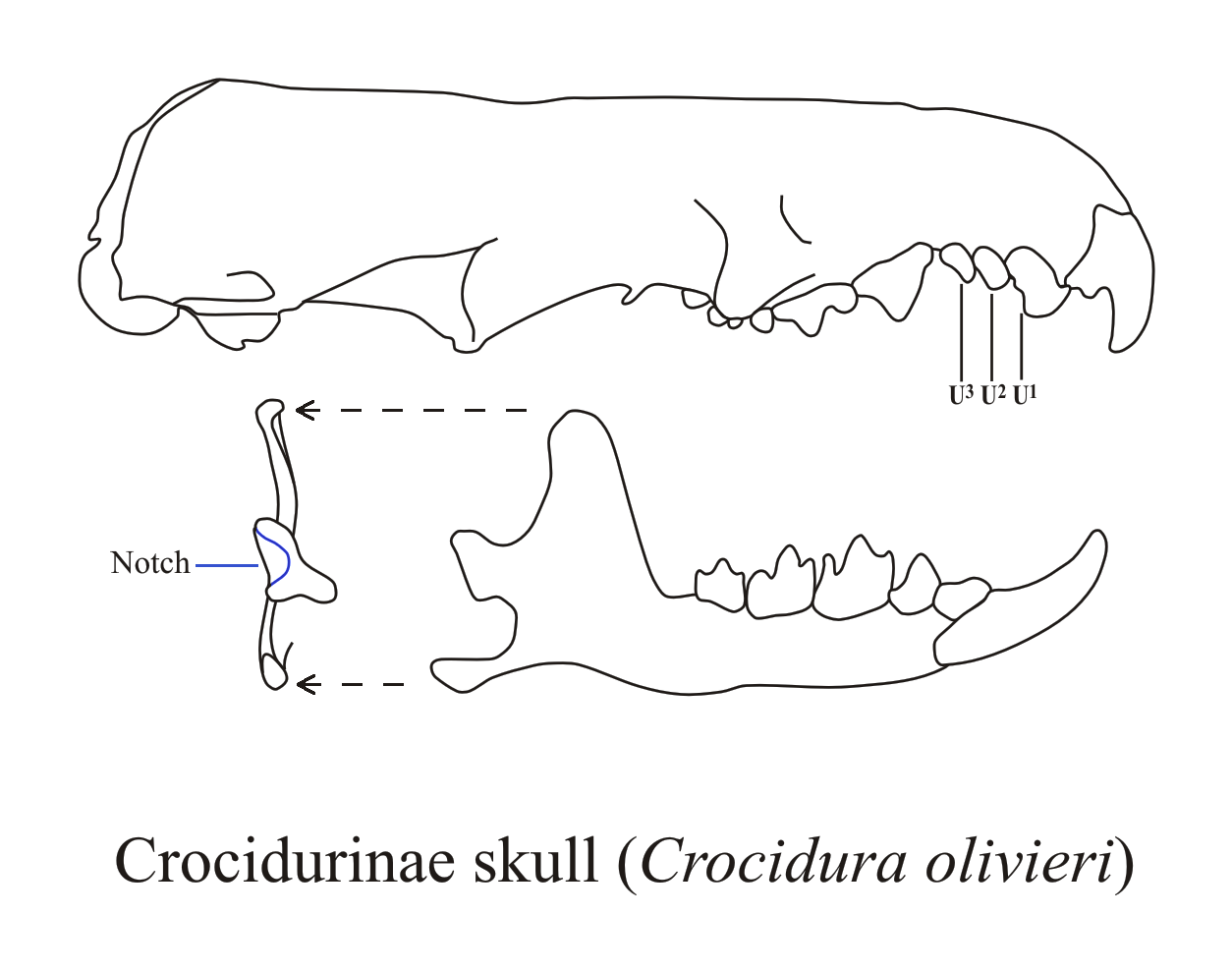
Cranio di crocidurina

Le specie di questa sottofamiglia si caratterizzano, rispetto agli altri soricidi, per l'assenza di fori vascolari sulla parte superiore del cranio; inoltre i denti non hanno la punta pigmentata e il condilo mandibolare presenta un incavo verso l'interno.

## Tassonomia
La sottofamiglia comprende i seguenti generi:
- Diplomesodon
- Crocidura
- Paracrocidura
- Solisorex
- Feroculus
- Ruwenzorisorex
- Scutisorex
- Suncus
- Sylvisorex

I generi Congosorex, Myosorex e Surdisorex, che in passato venivano inclusi in questo raggruppamento, sono attualmente segregati nella sottofamiglia Myosoricinae.